# گولیتسین (دهانه)
گولیتسین یک دهانه برخوردی در ماه‌ است.

## دهانه‌های اقماری
این دهانه ۱ دهانه اقماری دارد.
| Golitsyn | عرض جغرافیایی | طول جغرافیایی | قطر          |
| -------- | ------------- | ------------- | ------------ |
| J        | ۲۷.۶° S       | ۱۰۳.۰° W      | ۲۰.۰ کیلومتر |